# سفارة الولايات المتحدة في تركيا
سفارة الولايات المتحدة في تركيا هي أرفع تمثيل دبلوماسي لدولة الولايات المتحدة لدى تركيا. تقع السفارة في أنقرة وهي تهدف لتعزيز المصالح الأمريكية في تركيا.

## وصلات خارجية
- الموقع الرسمي
- قائمة سفارات الولايات المتحدة
- قائمة السفارات في تركيا